# Saad Dahlab
Saad Dahlab (in arabo سعد دحلب‎?; Ksar Chellala, 18 aprile 1918 – Algeri, 16 dicembre 2000) è stato un politico e rivoluzionario algerino, combattente e leader indipendentista nella guerra d'Algeria. Dopo il conflitto ricoprì vari incarichi diplomatici.